# AN/UYK-7
Der AN/UYK-7 (JETDS-Bezeichnung) war der Standard-32-bit-Computer der U.S. Navy für Überwasser- und Unterwasserschiffe ab dem Jahr 1970. Er wurde im Aegis-Kampfsystem der Navy und auch bei der U.S. Coast Guard und in verbündeten Marinen, wie z. B. der Deutschen Marine, sowie bei der U.S. Army verwendet. Der auf ICs basierende Computer wurde von der Firma UNISYS gebaut. Er konnte mehrere CPUs und I/O-Controller aufnehmen und über einen 18-bit-Adressbus ansteuern. Eine häufig verwendete Konfiguration hatte zwei CPUs und drei I/O-Controller. Es wurde auch eine Version für Flugzeuge, genannt UNIVAC 1832, produziert.
Mitte der 1980er-Jahre wurde der AN/UYK-7 durch den AN/UYK-43 ersetzt, der denselben Befehlssatz aufweist. Außer Dienst gestellte Systeme werden zur Reparatur noch in Dienst befindlicher Einheiten verwertet.